# Victor Kelm
Victor Kelm (Bishkek, 2 de janeiro de 1997) é um futebolista quirguiz que atua como atacante. Atualmente joga pelo FK Alay, clube da cidade de Osh. Fez parte do elenco tricampeão do Campeonato Quirguiz nos anos de 2015, 2016 e 2017.[carece de fontes?]

## Carreira
Kelm integrou a equipe Sub-17 do Quirguistão em torneios durante 2013 e 2014.
Em 2014, como em 2015, jogou na equipe Sub-21. Em março deste último ano, foi chamado para a seleção nacional do Quirguistão pelo treinador Aleksandr Krestinin para o amistoso contra o Afeganistão.
Ele estreou oficialmente pelos Falcões Brancos em um jogo amistoso contra o Turquemenistão jogado em 11 de outubro de 2016. Com apenas 19 anos, teve um ano completo em relação às equipes nacionais; ele representou no mesmo ano o Kyrgyz U-19, U-21 e estreou para a Seleção Quirguiz de Futebol. Ele foi convocado para os jogos amigáveis nos dias 6 e 11 de outubro contra o Líbano e o Turquemenistão.